# MBSたびぐみ とっておき旅ラジオ
MBSたびぐみ とっておき旅ラジオ（エムビーエスたびぐみ とっておきたびラジオ）は、毎日放送ラジオ（MBSラジオ）で2009年度から2011年度まで、ナイターオフ期間（10月 - 翌年3月）の夜間にレギュラーで編成されていた生放送のラジオ番組。ラジオの帯番組では珍しく、テーマを「旅」に特化。同局のアナウンサーが、日替わりでパーソナリティを務めていた。
このページでは、2009年度から期間限定で日曜日の夕方に放送された関連番組『たびぐみプラス』も取り上げる。

## 概要
毎日放送ラジオでは2009年度から、「ラジオならではの、ラジオにしかできない旅番組」の放送を目標に、「MBSたびぐみプロジェクト」を発足。同年5月2日の『MBSタイガースナイタースペシャル』枠で、特別番組『たびぐみプロジェクト第1弾!GW（ゴールデンウィーク）真っ只中!今からでも行きたい!採れたて旅ラジオ』を放送した。
同局では2006年度から、ナイターオフシーズン（11月 - 翌年3月）の平日夜間に、上泉雄一アナウンサーがパーソナリティを務める生放送番組を編成。いずれの番組も人気を博したため、2009年4月から、平日午前に帯番組『上泉雄一のええなぁ!』の放送を開始した。しかし、その影響でナイターオフシーズンの自社制作枠が空いたため、「たびぐみプロジェクト」を発展させる形で当番組を放送することになった。
2009年度は、10月6日から2010年3月25日の期間に、火曜日から金曜日までの生放送番組として編成された。上泉を含めて、旅に縁のあるMBSのアナウンサーが「たびぐみアナウンサー」として日替わりで2名ずつ出演。「聞いていて『旅に行きたくなる』『旅に行かなくても旅気分が味わえる』」をテーマとした。
また、『上泉雄一のFANFANレディオ』を編成した2008年度に続いて、『Kakiiin』（TBSラジオで同時間帯に放送するナイターオフ番組）のネットを受けていない。ただし、当番組の19:10 - 19:20には、NRN系列の企画ネット扱いで「わたしたちのたからもの」を放送した。
当番組は、2010年度のナイターオフ編成でも続行。放送曜日を水曜日から金曜日までに縮小しながらも、2009年度に続いて、MBSのアナウンサーが日替わりでパーソナリティを担当。ただし、担当アナウンサーの一部を入れ替えたほか、前年度から続投するアナウンサーの出演曜日や組み合わせを変更している。
ちなみに2009年度には、当番組の放送枠で（MBSタイガースナイタースペシャルとして）阪神タイガースの公式戦・クライマックス・セ第2ステージ・日本シリーズを断続的に放送していた10月に、3週間限定で当番組の宣伝を兼ねた関連番組『たびぐみプラス』を日曜日の16:30 - 17:00に編成（後述）。当番組のパーソナリティから、木曜日担当（当時）の古川圭子などが出演した。2010年度にも、同じ放送枠で『たびぐみプラス』が復活。2010年10～11月には、毎日放送開局60周年プロジェクトの一環で同年6〜8月に「60日間世界一周の旅」を敢行した西靖（MBSアナウンサー）が、古川を相手に、旅先でのとっておきの体験談を披露していた。
2011年度のナイターオフ編成では、火〜木曜日の18:30 - 21:00に自社制作の生ワイド番組『情報どっか〜んライブ!ホームランラジオ』を放送する関係で、当番組を金・土曜の週2回放送へ移行。10月28日（金曜日）から2012年3月24日（土曜日）まで放送していた。
しかし毎日放送ラジオでは、2012年度のナイターオフ編成で、火～金曜日18～22時台の番組を大幅に刷新。2011年度に放送していた土曜日も、当番組の放送枠を『茶屋町MBS劇場』などに充てたことから、当番組のレギュラー放送を終了した。ただし、2013年1月1日（月曜日）の10:30 - 16:00には、新春特別番組として『2013新春たびぐみ　初夢スペシャル!』を放送した。

## 出演者
パーソナリティ担当者は、放送時点でMBSの現役アナウンサー。

◎：『たびぐみプロジェクト第1弾!GW真っ只中!今からでも行きたい!採れたて旅ラジオ』にも出演。

●：『2013新春たびぐみ　初夢スペシャル!』にも出演の予定。

### 2011年度

#### パーソナリティ

##### 金曜日
- 馬野雅行◎●（2009年度・2010年度は水曜日を担当）
  - 時刻表を携えて当番組の生放送に臨むほど、鉄道への造詣が深い「西日本一の鉄道アナ」。普段は主にスポーツ実況を担当しているが、中継関連の出張でスタジオに登場できない場合にも、滞在先から電話で出演する。
  - 2009年度には、"西日本一の鉄道アナ"として、放送期間中に寝台特急「トワイライトエクスプレス」への乗車などを経験。
  - 2009年度から、ゴルフ中継担当の関係でスタジオに出演できない場合には、一部のコーナーにのみ電話で出演。スタジオでは、スポーツアナウンサーの同僚・仙田和吉がパーソナリティ代理を務める。
  - 2012年2月24日の放送では、プロ野球の春季キャンプ取材で沖縄県に滞在中の馬野に代わり、鉄道ファンで知られる子守康範がスタジオパーソナリティを担当。馬野はオープニングにのみ、電話で出演した。ちなみに子守は、馬野がパーソナリティを務めていた2009年12月16日（水曜日）の放送にも、ゲストで出演している。
- 前田阿希子（2010年度には馬野と共に水曜日を担当）
  - 「阿希子を駅子に」をテーマに、馬野から鉄道に関する知識を徹底的に教わっている。嗜き酒師の資格を持つほか、2010年度の放送では、電車に乗りながらの車窓・車内実況に挑戦した。

##### 土曜日
- 古川圭子●（2009年度は木曜日、2010年度は金曜日に出演）
  - 実家は大阪国際空港の近所だが、同僚アナウンサーの亀井希生と結婚する前は、親戚の多い島根県に本籍を置いていた[4]。その関係で、2010年度の放送では、旅行先としての同県の魅力を訴えていた。
  - アナウンサーとして毎日放送へ転職する前に、日本航空のグランドスタッフとして同空港に勤務。当番組では、当時なれなかったキャビンアテンダントの仕事に現在でも憧れていることや、遊園地の絶叫マシンが好きなことをたびたび披露している。
  - 2009年度の木曜日に「クイズで旅する○○」（○○には出題対象の行楽地の名前が入る）でクイズを読み上げていたことから、2010年度以降も、"アナウンサー圭子"の名義で後継企画「ビッグムーン大月のクイズで旅する○○」（後述）の出題役を務めている。

以下のアナウンサーは交互に出演。ただし、いずれも『ちちんぷいぷい』（MBSテレビの情報番組）で海外取材企画「リアル世界くん」のリポーターを兼務しているため、登場の頻度は同企画のスケジュールによって変わる。
- 山中真◎●（2009年度は火曜日パーソナリティ、2010年度は木曜日担当で一時インドへ滞在）
  - MBSテレビでは、『ちちんぷいぷい』の金曜中継で、"山中ゴエモン"の異名を取った（関西ローカル放送時代）。2009年4月から1年間は、全国ネット番組『バンバンバン』で、生中継キャスター（中継パーソナリティ・板東英二のサポーター）を務めた。また、当番組の放送期間中に、2度にわたってインドへの一人旅を敢行。その関係で、"山中・インド・真"と名乗ることもあった。
  - 2010年度は、毎日放送の局内公募による海外研修制度を通じて、放送期間中の2011年1月第2週から3月21日まで70日間インドに滞在。ただし、滞在期間中も電話で当番組への出演を続けていた[5]。2010年度版の最終放送になった2011年3月24日の放送で、2ヶ月半振りにスタジオパーソナリティへ復帰した。
- 大吉洋平●（2011年から出演）
  - 海外への渡航・留学経験が豊富で、英語が堪能。毎日放送への入社後も、『ちちんぷいぷい』の取材などで10を超える国を訪れている。2011年4月からは、「ちちんぷいぷい京都支局長」として京都市内に居住。アナウンサーとしての活動と並行しながら、月に1週間のペースで、同市内にある老舗で住み込みや通いでの修業を経験している。

#### コーナー出演
- 大月勇◎●（「ビッグムーン大月のクイズで旅する○○」に出演。毎日放送ラジオ営業部、アナウンサー時代の2009年度に木曜日パーソナリティを担当）
  - アナウンサー時代は、旅行の手配の早さなどから、「毎日放送アナウンサー室きっての旅好き」を自認。B級グルメや居酒屋などに詳しく、旅先での過ごし方などに一家言を持つ。2009年度の当番組では、木曜日の視聴者参加企画「クイズで旅する○○」（後述）で、"ビッグムーン大月"というハイテンションのキャラクターに扮して進行を担当していた。
  - 2010年7月に、営業部への人事異動によってアナウンサー室を離れた。しかし、2010年度以降の放送にも、"なにわのラジオ営業マン ビッグムーン大月"という名義で「ビッグムーン大月のクイズで旅する○○」に登場。同クイズへの参加者を中心に、リスナーから人気を博している。
- 上泉雄一◎（2009年度の金曜日パーソナリティ。2010年度は金曜日、2011年度は土曜日に月1回のペースでコーナー出演）
  - 『ちちんぷいぷい』の山登り中継リポーターとして、通算で55ヶ所の滝から中継。講談師を思わせる独特の実況によって、2008年度のグランダ・プレミオ（大賞）をはじめ、過去に3回アノンシスト賞で表彰された。放送日には、『上泉雄一のええなぁ!』と当番組でパーソナリティを掛け持ちしていた。
  - 2010年度には、前年度に存在した当番組火曜日の放送枠で編成される『MBS開局60周年アワー 音楽の時間ですょ 目指せ1179曲てアンタ!?』で、前半パート（18:30 - 19:30）のパーソナリティを担当[6]。ただし、2009年度の途中から金曜日に放送した「旅のもやもや ほにゃららください」（後述）が人気を博したため、2010年度にも原則として同コーナーにのみ登場。2011年度にも、同コーナーの後継企画「古川圭子の旅のもやもや『バカヤロー!』」を放送する土曜日にのみ、月1回のペースで出演している。

#### 不定期出演
- 金山泉●（2009～2010年度金曜日パーソナリティ）
  - 実家は新潟県内の由緒ある寺。2009年2月にスポーツアナウンサーとして毎日放送へ入社するまでは、テレビ単営局・中京テレビのアナウンサーで、東海地方の行楽スポットからの中継などを担当していた。スポーツ関連以外のラジオ番組にレギュラーで出演するのは、当番組が初めてである。2010年1月下旬には、当番組の企画でベトナム取材を敢行した[7]。ただし、スポーツアナウンサーとしての活動が年々増えていることから、2011年度には特別番組や土曜日の放送に不定期で出演。

### 2010年度

#### パーソナリティ

##### 水曜日
- 馬野雅行
- 前田阿希子

##### 木曜日
- 山中真
- 八木早希
  - アメリカと韓国で少女時代を過ごしたため、英語と韓国語が堪能。毎日放送へ入社してから、2010年度の当番組開始時点まで、番組取材などで90回以上渡韓した経験を持つ。MBSラジオで『チョアヨ!韓国』を担当中の2006年に、JNN・JRN系列各局の優秀なアナウンサーに与えられるアノンシスト賞（2006年度ラジオ「フリートーク」部門）を受賞した。
  - 当番組では、同期入社・山中とのコンビで、2009年度の火曜日と2010年12月に『たびぐみプラス』も担当した。2010年度の放送期間中には、当番組への出演と並行しながら、『ちちんぷいぷい』で（番組上の肩書きである）「国際部員」として韓国などの海外取材に赴いていた。
  - フリーアナウンサーへ転身するため、2011年3月31日付で毎日放送を退社。同月24日の当番組が、同局アナウンサーとしての最後の出演番組になった。なお、山中が担当する2011年12月17日（土曜日）の放送には、「フリーアナウンサー」としてゲストで全編に登場している。
- 河田直也（山中の代役で、2011年1月13日の放送からパーソナリティ代理として出演）
  - 『MBSたびぐみ』では、2009年度からパーソナリティ代理などで数回出演。「準レギュラー」を自称している。近年は、『ちちんぷいぷい』『バンバンバン』『知っとこ!』などのテレビ番組におけるロケ企画・生中継で、日本全国へ出向く機会が多い。ただし、金曜日に大阪からの遠隔地で『ちちんぷいぷい』の生中継を控えている場合などには、当番組へ出演しない。
  - 2010年度版の放送を終了後の2011年7月25日～9月23日には、『ちちんぷいぷい』の企画「河田直也の60日間世界一周　昔の人は偉かったザ・ワールド」で16ヶ国に赴いた。2011年度のナイターオフ編成では、『情報どっか～んライブ ホームランラジオ』の火曜日でパーソナリティを務める。
- 2011年1月27日の放送から、河田も出演できない週には、出身校・同志社大学でも八木の後輩に当たるスポーツアナウンサーの井上雅雄が「（山中から見て）パーソナリティ代理の代理」として登場している。

##### 金曜日
- 古川圭子
- 金山泉

#### コーナー出演
- 上泉雄一

#### 日曜日「たびぐみプラス」
2010年10～11月
- 古川圭子（2009年度にも出演）
- 西靖（スペシャルゲストとして登場、『ちちんぷいぷい』木・金曜日総合司会）
  - 「（毎日放送の本社がある）大阪から（苗字にちなんで）ひたすら西へ進む」との条件で、2010年6月25日から8月25日まで、総移動距離11万3201kmの「60日間世界一周の旅」を敢行。3人1組のスタッフと24の国・地域を訪れながら、自身が司会を務める『ちちんぷいぷい』の特設コーナー「西靖の60日間世界一周」へ、連日レポートを送っていた。また、釣り好きでも知られる。

2010年12月5日・12日
- 山中真
- 八木早希

2010年12月19日
- 古川圭子
- 河田直也（スペシャルゲストとして登場）[8]

### 2009年度

#### 火曜日
- 山中真
- 八木早希

#### 水曜日
- 馬野雅行
- 上田悦子◎
  - ラジオでありながら、『たびぐみプロジェクト第1弾』で温泉からの中継リポートを敢行したほどの温泉好き。当番組では、「悦子を鉄子に」をテーマに、馬野から鉄道に関する知識を教わっていた。また、日曜日にMBSラジオ『上野誠の万葉歌ごよみ』を担当している関係で、万葉集の句や知識を披露することもあった。なお、2010年3月の時点で妊娠9ヶ月であったため、2009年シーズンの水曜日最終放送（2010年3月24日）への出演を最後に産休へ入った。

#### 木曜日
- 大月勇[9]
- 古川圭子

#### 金曜日
- 上泉雄一
- 金山泉

### 補足
- 山中と八木は、いずれも2001年に毎日放送へ入社したが、パーソナリティとしてレギュラー番組で共演するのは当番組が初めてである[10]。
- 馬野と八木は、毎年11月の第3週にダンロップフェニックストーナメントのテレビ中継や関連番組（いずれもMBSテレビ制作、TBS系列で全国放送）の担当で宮崎県内に滞在。当番組ではその期間に、他曜日のパーソナリティや、「たびぐみアナウンサー」ではない仙田が馬野・八木の代役を務める[11]。
  - 2009年11月17日（火曜日）の放送では、金曜担当の金山が八木の代役でパーソナリティを担当。ただし、「わたしたちのたからもの」「わたしたちのいちばん」（後述、いずれも事前収録）とジングルで八木の声が流れた。
  - 2009年11月18日（水曜日）には、仙田が馬野の代役で初めてパーソナリティを担当。通常の放送と違って、「（仙田が主に実況を務める）野球と競馬の旅」をテーマに生放送を進めた。2010年11月17日にも、同じパターンで仙田が同曜日のパーソナリティ代理を務めている[12]。ちなみに、仙田が登場する場合には、サブタイトルを「水曜馬どうでしょう?」に変更。オープニングでは、普段使われている蒸気機関車の汽笛に代わって、馬のいななく声が流れる。
  - 2010年11月19日（木曜日）には、河田が八木の代理で全編に出演。山中とともにパーソナリティを務めた。山中・河田コンビによるラジオの生放送は、2007年度のナイターオフ編成で当番組と同じ時間帯に放送された「魁!やまなかわた」（『MBSどっと!アナ』水曜日）以来である。

#### 2011年度
- 2012年1月28日（土曜日）の放送は、山中・大吉とも他番組の取材でスタジオに出演できなかったことから、金山が2011年度初めてスタジオパーソナリティを務めた。
- 2012年2月3日（金曜日）には、当時の新人アナウンサー・福島暢啓が、宿泊先・皆生温泉（鳥取県）からの電話リポートで当番組に初出演。同月11日（土曜日）の放送では、「お笑いバス皆生温泉への旅」というタイトルで、旅行の模様をスタジオで報告した。ちなみに、福島が1人で番組のリポートを担当したのは、毎日放送への入社後初めてである。
- 古川・大吉がパーソナリティを担当した2012年3月2日（土曜日）の放送では、「ひなまつりスペシャル」として、福井県若狭町から全編生中継。その関係で、古川が出題役を務める「ビッグムーンのクイズで旅する○○」の放送を休止した。他方、通常は「タビマガH.I.S」（後述）にのみ登場している木村三恵が、オープニング直後からほぼ全編に出演。「かつよしこのB級グルメ食べまくり旅」（後述）は、通常は当番組を放送している毎日放送本社のラジオスタジオにかつよしこ（当番組の構成作家、同コーナーでは取材・報告も担当）を待機させたうえで、若狭町の温泉旅館内の特設スタジオとの二元中継形式で放送した。なお、エンディングの直前には、古川・大吉が旅館内の露天風呂に入りながらの実況中継に臨んでいる。

#### 2010年度
- 2011年2月10日（木曜日）の放送は、八木が総合司会を務めた毎日カルチャースペシャル ラジオウォーク（翌11日に開催・放送）の関連企画として、河田・古川の進行で「MBSたびぐみ　ラジオウォーク前夜祭」を放送。八木は、「ラジオウォーク」のリハーサル先からの中継で、講師役の上野誠（奈良大学文学部教授）とともに出演した。また、「たびうた」（後述）では、過去の「ラジオウォーク」でゲストアーティストが演奏した楽曲のみ放送。番組の後半には、「ラジオウォーク」に出演する角淳一（元・MBSアナウンサー）や、同局専属の気象キャスター・今出東二も電話で登場した。
- 2011年2月25日（金曜日）には、『MBSタイガースライブ』（阪神タイガースのオープン戦中継）の実況を翌日に控えて高知県へ滞在中の金山の代役として、上泉が1年振りに当番組金曜日のパーソナリティを務めた。

#### 2009年度
- 当番組の開始を機に、八木は『MBSうたぐみ Smile×Songs』火曜日のパーソナリティ、古川は『ノムラでノムラだ♪ EXトラ!』（いずれもMBSラジオ）月曜日の週替わりアシスタントを降板した。
- 木曜日担当の大月は、金曜日の放送にも、上泉のパートナーとして登場することがあった。
  - 2009年の金曜最終放送になった12月25日には、体調不良の金山に代わって出演。金山が担当している事前収録コーナー「金山泉のお寺探訪 拝みます」（後述）を、大月によるとっておきの居酒屋紹介に差し替えた。
  - 2010年2月5日には、プロ野球・阪神タイガースのキャンプ取材に赴いた金山の代役で登場。金山は、「金山泉のお寺探訪 拝みます」の時間帯に、キャンプ地の宜野座村（沖縄県）から電話でキャンプリポートを送った。
- 2009年12月22日には、前週末から人生初のインド旅行に出た山中の代役として、金山が再び火曜日の放送に登場。山中はエンディング間際に、滞在先のインディラ・ガンディー国際空港（デリー）から国際電話で出演した。
- 2010年2月26日（金曜日）には、『MBSタイガースナイタースペシャル』（阪神タイガースのオープン戦中継）の実況を翌日に控えて高知県へ滞在中の金山の代役で、木曜担当の古川が2夜続けて登場。上泉のパートナーを務めた。
- 本来はスポーツアナウンサーである馬野・金山は、当番組でパーソナリティを務めたことを機に、2010年1月から3ヶ月の期間限定でMBSテレビの看板番組『ちちんぷいぷい』金曜日のVTR取材コーナー「週末ウォーカー」を交互に担当した[13]。金山にとって、同番組は、MBSテレビで初めてのレギュラー番組にも当たる。

## 放送時間

### 2011年度
『MBSたびぐみ とっておき旅ラジオ』
- 毎週金・土曜日 18:30 - 21:00（2011年10月28日 - 2012年3月24日）

### 2010年度
『MBSたびぐみ とっておき旅ラジオ』
- 毎週水-金曜日 18:30 - 21:00（2010年10月8日 - 2011年3月24日）[14]

『たびぐみプラス』
- 毎週日曜日 16:30 - 17:00（2010年10月10日 - 12月19日）
  - 平日版の『たびぐみ』が生放送であるのに対して、『たびぐみプラス』は事前収録。ただし、テーマ曲やオープニングコールが共通している。
  - 当初は2010年10月末で終了する予定だったが、同年末まで放送期間を延長した。

### 2009年度
『MBSたびぐみ とっておき旅ラジオ』
- 毎週火-金曜日 18:30 - 21:00（2009年10月6日 - 2010年3月25日）[15]

『たびぐみプラス』
- 毎週日曜日 16:30 - 17:00（2010年10月11日、10月18日、10月25日）[16]

### 備考

#### 2011年
- 3月11日（金曜日）には、午後に東北地方太平洋沖地震が発生したことから、後枠番組『RadioNews たね蒔きジャーナル』を当番組の放送枠にも拡大する形で報道特別番組を編成。当番組の放送を完全に休止した。ちなみに当番組では、前週の金曜日（3月3日）に特別企画「青森スペシャル」を放送。2月下旬の週末に、金山・古川・上泉が青森県内の観光スポットを別々に訪れた模様を紹介したばかりだった。
- 12月31日（土曜日）の18時から翌日（2012年1月1日）の午前2時まで、『MBSたびぐみ×うたぐみ ゆく年くる年スペシャル』を編成。当番組からは、2011年度の当番組パーソナリティ全員と上泉による特別企画を22時過ぎまで放送した。また、平成23年台風第12号で深刻な被害に見舞われた奈良県十津川村の現状を生中継で伝える「元気です!十津川村スペシャル」では、金山がリポーターを担当。「鉄道ファンのマネージャー」で知られる南田裕介（ホリプロ）がスタジオゲストで登場した。

#### 2010年
- 前年に続いて、12月31日（金曜日）の18時から翌日（2011年1月1日）の午前2時まで、『MBSたびぐみ×うたぐみ ゆく年くる年スペシャル』を編成。馬野は、前年に断念した「日本海」車内からの生中継を果たした。また、『たびぐみ』が主体の第1部（18:00 - 22:00）では、木・金曜日のレギュラー企画の特別編やリスナー参加の検定企画などを実施[17]。『うたぐみ』火曜日のパーソナリティでもある前田は、第1部に続いて第2部（22:00 - 26:00）にも登場した。

#### 2009年
- 10月20日（火曜日）には、20:30 - 21:00で映画「沈まぬ太陽」の公開特別番組を放送したため、当番組の放送を20:30で終了した。
- 10月29日（木曜日）には、20:00 - 21:00で『こんちわコンちゃんお昼ですょ!』の特別番組『こんちわコンちゃん1179寄席』（MBSラジオと大阪市の共同プロジェクトによる公開収録）を放送したため、当番組の放送を20:00で終了した。ちなみに同番組には、当番組に続いて、大月がスタジオ進行を務めている。
- 12月11日（金曜日）には、20:30 - 21:00で映画「宇宙戦艦ヤマト 復活篇」の公開特別番組『レジェンド・オブ・ヤマト』を放送するため、当番組の放送を20:30で終了した。
- 2009年の最終放送日に当たる12月31日（木曜日）には、当番組と同じくMBSのアナウンサーのみが出演する『MBSうたぐみ Smile×Songs』との合同特別番組として、『MBSたびぐみ×うたぐみ ゆく年くる年』（18:30 - 26:00）を放送した。
  - 『たびぐみ』が担当する第1部（18:30 - 21:30）では、大月・古川を進行役に、レギュラー企画の電話クイズ（後述）を生放送。新潟編に金山、福岡編に『うたぐみ』金曜担当の吉竹史が、それぞれ地元出身の解説役として出演した。また、八木、河田（当時は『うたぐみ』水曜担当）、松本麻衣子（当時は『うたぐみ』火曜担当、以上出演順）がゲスト扱いで登場。サブライズゲストとして、吉竹の実母、金山の実父、古川のグランドスタッフ時代の同期生（現在も関西空港に勤務する女性）が電話で出演した。
  - 当初は、馬野による寝台特急「日本海」車内からの生中継も予定していた。しかし、当日の悪天候で同号が運休したため中止[18]。リスナーから遠くに住む人への「ラジオレター」をスタジオ出演のアナウンサーが代読しながら、リクエスト曲を流す企画を随時放送した。

## 主な企画・コーナー
「 」内は放送上のタイトル。

### 2011年度

#### 全曜日共通
- 「たびうた」（2009年度から放送）
  - 当番組では、御当地ソング、旅への出発直前・移動中に必ず聴く楽曲や、旅先で印象に残った楽曲を「たびうた」と定義。その定義に沿ったリスナーや出演者からのリクエスト曲を、エピソードを添えながら放送中に随時流す。なお、リクエスト曲と旅のエピソードがリンクしていなくても構わない[19]。
- 「ビッグムーン大月のクイズで旅する○○」（2010年度以降、全曜日共通のコーナーとして、毎月最終週を除く19時28分から約20分間放送）
  - 2009年度に木曜日の放送で人気を博した「クイズで旅する○○」（後述）を水 - 金曜日の共通コーナーに発展。旅行情報誌『まっぷるマガジン』最新号の特集記事から、休暇村のある行楽地1ヶ所を「ピックアップ・エリア（出題範囲）に指定したうえで、毎週の最終放送日（2010年度は金曜日、2011年度は土曜日）に発表する。なお、発表の際には、休暇村の関係者が必ず電話で出演する。
  - ピックアップエリアは、「クイズで旅する○○」時代から週替わりで設定。ただし、2010年度には、1つのエリアを同じ週の水～金曜日に共通で適用。毎月最終週には、「大月が本業（ラジオCM枠の販売など）で忙しい」との理由で、当コーナーを休止する代わりに各曜日で独自の企画を実施していた。
  - 古川は、当コーナーにのみアナウンサー圭子の名義で出演。当日のテーマに沿ってクイズを10問出題（9問目のみ二者択一式、それ以外は自由回答式）したうえで、挑戦者の正誤が確定した時点で、10問まとめて正解と詳しい解説を述べる。大月はなにわのラジオ営業マン ビックムーン大月として、ダジャレなどを交えながら挑戦者にヒントを提示。（年上でアナウンサー時代の上司でもある）古川を"圭子ちゃん"と呼びながら、クイズを進行している。
  - 毎日1名の挑戦者が電話で出演。全問正解を果たせた場合には、出題対象になった行楽地の休暇村宿泊券を当番組から進呈する。それ以外の場合には、宿泊券をリスナープレゼントに回す。ただし、全問正解を果たせなかったリスナーにも、出題対象になった行楽地ならではの逸品が贈られた。なお、コーナーの最後には、大月がピックアップ・エリアにまつわる「おもしろコメント」を必ず言うことになっている。
  - 当コーナーは、箱番組に似た扱いで、大月・古川とも原則としてどの曜日のパーソナリティともやり取りしない。また、クイズパートと解説パートの合間には、大月・古川の声で収録した当番組のジングルを流している。
  - 2010年度は、古川が番組全編のパーソナリティも務める金曜日で、当コーナーの終了後にプレゼントの宿泊券を提供する休暇村の関係者が電話で出演（2011年度は土曜日の当コーナー終了後に放送）。当初は最終週までの放送を予定していたが、東日本大震災の発生前日（同年3月10日）の放送で事実上終了した。
  - 2011年度は11月18日（金曜日）から放送を開始。19:28スタートは変わらないものの、コーナーの前後にスポットCMをはさむようになった。

#### 金曜日
テーマ：金曜は鉄どうでしょう!
- 「週間鉄道ニュース」（18時台後半、2009～2010年度は水曜日の18時台後半・20時台前半の2回放送）
  - 鉄道にあまり詳しくない上田（2009年度）・前田（2010年度以降）が、放送日までに報じられた鉄道関係のトピックを1本ずつ紹介。馬野が鉄道ファンの立場から、そのトピックに関する知識や私見を披露する。ただし、馬野がスタジオに出演しない場合には、「週間たびぐみニュース」として鉄道以外のトピックを伝える。
  - 2011年度には、20時台のニュースを「鉄道で行こう　週末イベントニュース」にリニューアル。関西地方から週末に鉄道で行けるイベントや、鉄道に関する週末のイベントを前田が紹介する。
- 「名画名曲鉄道旅」（19時前後または20時台前半、2011年度から放送）
  - 鉄道が登場する映画や楽曲を、毎回1作品紹介。作品の舞台や鉄道にちなんだシーンに関するリスナーからの情報・エピソードも取り上げる。
  - 2011年12月9日には、当コーナーで「悲しみ本線日本海」（森昌子）を取り上げるとともに、森がゲストとして当番組のスタジオに初めて登場した[20]。
- 「乗ってきました　路面電車」（19時前後または20時台前半、2011年度から放送）
  - 日本国内で路面電車を運営する20事業体保有の路線を2011年6月にすべて踏破した馬野が、毎回1つの事業体をテーマに、鉄道ファンの立場からその事業体の路面電車に乗った時のエピソードを語る。放送回によっては、御当地の鉄道事情に詳しい地元ラジオ局のアナウンサーが電話で出演することもあった。もっとも2011年度には、当番組の放送回数が例年より少なかったこともあって、全ての事業体を紹介できなかった。
- 「1日1弁」（2009年度は「悦子の1日1弁」として放送）
  - 日本各地の駅で売られている評判の駅弁を、毎回1種類紹介。馬野がスタジオで試食する。2009年度は、上田が紹介役を務めた関係で、上田の名前（悦子）をコーナー名に入れていた。2010年度以降は、馬野・前田がキャスターを務めていた時代の『VOICE』（MBSテレビ・平日夕方の関西ローカルニュース番組）のニュース編集長・澤田隆三（毎日放送報道局、出演時点ではローカルニュース番組全体の統括役）が紹介役を務める。ちなみに澤田は、放送上「駅弁マイスター」（2010年度）や「駅弁編集長」（2011年度）と名乗っている。
- 「前田阿希子のあっこに行きたい」（19時台後半、2010年度から放送）
  - 前田メインの旅行企画。タイトルは、前田の名前（阿希子）と、旅先を示す代名詞（あそこ）にちなむ。前田お勧めのスポットを紹介するほか、当番組で前田に行かせたい旅先をリスナーから募集する。
  - 2011年11・12月の放送では、平成23年台風第12号で深刻な被害に見舞われた和歌山県の復興を支援する目的で、「元気です!和歌山スペシャル」とのサブタイトルを付けて放送。前田が毎回、同県内の観光地を取材・紹介していた。
- 「山陽・九州新幹線直通運転1周年記念　馬野雅行の九州の極上列車に乗ろう」（18時台後半、2012年1月20日から2月10日まで4回にわたって放送）
  - 九州新幹線の全線開通・山陽新幹線との直通運転開始1周年（同年3月12日）にちなんだ期間限定コーナー。馬野が実体験を基に、山陽・九州新幹線を利用した関西方面から九州方面へのオリジナル鉄道旅行プランを、鉄道ファンの目線で詳しく紹介していた。なお、当コーナーの放送期間中には、「前田阿希子のあっこに行きたい」を休止している。

上記のコーナー以外にも、リスナー参加企画として「てつ大賞」を新設。鉄道にまつわるテーマを毎回1つ設定したうえで、そのテーマにまつわるエピソードを放送中の20:30まで受け付ける。エンディングでは、馬野が特に感銘を受けたエピソードを発表。そのエピソードを送ったリスナーに対して、馬野の独断で賞品を進呈していた。

#### 土曜日
- 「古川圭子のちょっと行ってきました」（18時台後半、2011年度から放送）
  - 日帰りや1泊程度の旅をテーマに、古川が旅の魅力や思い出を披露。2011年内の放送では、「前田阿希子のあっこに行きたい」と同様の趣旨で、和歌山県内における観光地の現状を取材・紹介する。
- 「タビマガH.I.S. とにかく安いベスト3」（19時台前半、2009年度は金曜日の20時台後半、2010年度は木曜日の19時台前半に放送）
  - 2009年度の途中（2010年1月8日）から金曜日で放送を開始した後に、2010年度から木曜日に移動。当コーナーのみ、木村三恵が「タビマガコミュニケーター」という肩書で出演。H.I.S.が発行するフリーマガジン「タビマガ」に掲載の旅行プランから、旅行料金の安いプランを、木村がベスト3形式で紹介する。
  - 2011年度からは、H.I.S.が当番組リスナー限定の旅行プランを特別に編成。当コーナーでベスト3を紹介した後に、そのプランへの参加者を募るようになった。
- 「古川圭子の旅のもやもや『バカヤロー!』」（20時前後、2011年度から放送）
  - 2010年度まで2シーズン放送されていた人気コーナー「旅のもやもや ほにゃららください」（後述）をリニューアル。リスナーから旅先で怒りやモヤモヤした思いを抱いたエピソードを募集したうえで、そのエピソードの一部を山中（大吉）が紹介。最後に古川が、リスナーの思いを代弁する格好で「バカヤロー!」と叫ぶ。ちなみに、古川が叫んだ後には、必ず梵鐘の効果音が流れる。
  - 月に1回は、「旅のもやもや ほにゃららください」に出演していた上泉も当コーナーにのみ登場。同企画で人気を博したリスナーからの「ムラムラした出来事」を、上泉の私情を交えながら紹介する。なお、2011年度の最終放送（2012年3月24日）では、「旅のもやもや ほにゃららください」を3部構成で放送した。
- 「東北に行こう」（20時台、2011年度から放送）
  - 東日本大震災の余波が残る東北地方各県の観光地を支援する目的で、放送の翌週以降に各地で予定されている観光関連のイベントを積極的に紹介。現地の観光関係者も、随時電話で出演していた。

以下のコーナーは、男性パーソナリティがメインで進行。
- 「山中真（大吉洋平）のなるほど・ザ・○○」
  - 山中（大吉）が担当日の直近に「リアル世界くん」で訪れた国をテーマに、『ちちんぷいぷい』では紹介し切れなかったエピソードを披露。タイトルの○○には、取り上げる国の名称が入る。
- 「大吉洋平の京都で修業をしてみれば」（大吉が出演する場合にのみ放送）
  - 『ちちんぷいぷい』金曜日の企画「大吉京平への道」で京都市内の老舗での修業を繰り返している大吉が、古川へのクイズを交えながら、同番組では紹介し切れない老舗の魅力や修業中のエピソードを語った。
- 「金山泉の一緒に拝みませんか?」（金山が出演する場合にのみ放送、2010年度は金曜日にレギュラーで放送、2009年度は金曜日に「金山泉のお寺探訪　拝みます」として放送）
  - 実家がお寺である金山の目線を基に、男性が女性と一緒に行きたくなるような寺院を、金山自身の取材報告を交えながら毎回1ヶ所紹介。寺院に鎮座している仏像の魅力に焦点を当てた「金山泉のお寺探訪　拝みます」から一転して、女性も興味を持ちやすい見どころや、寺院周辺のグルメスポットなどを幅広く伝える。

以下のコーナーは準レギュラー扱いで放送。上記コーナーとの兼ね合いで放送されない週もあった。
- 「かつよしこのB級グルメ食べまくり旅」（20時台前半）
  - 2009年度から木・金曜日を中心に不定期で放送。当番組の構成作家・かつよしこが、関西地方を中心にB級グルメを食べ歩いた模様を報告する。
- 「古川圭子の妄想ひとり旅」（20時台後半、2011年度から放送）
  - 当番組史上初めて、出演者が実際に経験していない旅を取り上げるコーナー。旅行関係の雑誌・書籍などで裏付けのある情報を基に、古川が想像をふくらませながら、プライベートで行ってみたい旅先について語った。

### 2010年度

#### 水曜日
テーマ：水曜は鉄どうでしょう!
- 「週間鉄道ニュース」（18時台後半と20時台前半）
  - 2010年度には、九州新幹線・鹿児島ルートの全線開通（2011年3月12日）にちなんで、当コーナーのいずれか1つを「きんしゃい!九州」のサブタイトルで放送。旅行・観光関係者による電話出演などを通じて、沿線地域の旅の見どころを紹介していた。なお当番組では、馬野による九州新幹線の乗車レポートなどを予定していたが、全線開通前日に東北地方太平洋沖地震が発生した影響で実現しなかった。
- 「鉄道の輪 鉄っていいとも!」（18時台後半、2010年度のみ放送）
  - 毎回鉄道に関するテーマを1つ設定。タイトルの基になった『笑っていいとも!』の「テレフォンショッキング」と同じ方法で、そのテーマに詳しい鉄道ファンや、現役の鉄道関係者が毎回電話で出演。鉄道への愛情や、鉄道現場での裏話などを聞いた。ちなみに、第1回の放送（2010年10月13日）では、小説『阪急電車』の作者・有川浩が登場した。
  - 仙田が馬野の代理でパーソナリティを務める場合（前述）には、当コーナーにのみ馬野が電話で出演する。
- 「1日1弁」（19時過ぎ、前述）
- 「馬野雅行の鉄問答」（20時台前半）
  - 水曜日のメインコーナー。「（前田）阿希子を駅子に」をテーマに、馬野が前田にマンツーマンで講義するというスタイルで、鉄道に関するマニアックな知識（レール幅の違いや列車の種別など）を詳しく紹介していた。
  - 2010年度の最終放送日（2011年3月23日）には、特別企画として、馬野が「鉄道ファン」の立場で藤原崇起（放送時点では阪神電気鉄道常務、放送後の4月1日付で社長に就任）へ実施したインタビュー（3月8日収録）の模様を放送した。
  - 仙田が馬野の代役で出演する場合には、「涙の名馬物語」というタイトルに変更。MBSラジオ『サンデー競馬中継 みんなの競馬』で放送された実況音源をはさみながら、仙田自身が思い入れを持つサラブレッドのエピソードを紹介した。
- 「女将さん、時間ですよ!」（20時半頃、2009年度から）
  - 当初のコーナー名は「美人女将数珠つなぎ」。テレビドラマの『時間ですよ』と同じ趣向による馬野のタイトルコールに続いて、日本各地の観光旅館・ホテルで評判の女将1名が電話で登場。馬野・上田（前田）とのやり取りを通じて、自慢のサービスや施設、地元の観光情報、プライベートでの秘話などを伝えた。
  - 馬野は、女将が電話に出るたびに、必ず「『どんな芸能人に似ている』と言われますか?」と聞いている。2010年度には、当初放送を予定していなかったが、馬野の希望もあって2011年1月5日の放送から復活。ただし、他の企画との兼ね合いで休止することがあった。
- 「前田阿希子のあっこに行きたい」（20時台後半）
  - 放送週によっては、唎き酒師の資格を持つ前田が、知る人ぞ知る地酒の蔵元を取材。取材に協力した関係者が、生放送中に電話で出演したこともあった。
  - 2011年1月から3月までの放送では、馬野の勧めで、電車で見られる風景や道後温泉内にある浴場の実況（いずれも事前収録）に挑戦。その模様を随時放送していた。
- 「たびぐみ検定　鉄-1グランプリ」（毎月最終水曜日、「ビッグムーン大月のクイズで旅する○○」の代替企画として放送）
  - 「馬野からリスナーへの挑戦状」と銘打った鉄道クイズ。「ビッグムーン大月のクイズで旅する○○」と同様に、リスナーが電話で参加するクイズで、2010年11月24日から放送を開始した。問題の作成・解説役を馬野、出題役を前田が務めた。
  - リスナーは、事前の募集に応じた希望者から毎回3名出演。「各駅停車コース（初級レベル）」「急行コース（中級コース）」「上級コース（上級レベル）」の中から1つのコースを選んだうえで、4問の3択問題を含む5問のクイズに挑む。いずれのコースでも、全問正解を果たせば、参加者の希望に応じて馬野が選ぶ鉄道グッズを番組から進呈していた。

#### 木曜日
テーマ：たびぐみ・イン・ザ・ワールド!
- 「こんなところに行ってきました」（18時台後半、2009年度は火曜日に「たびバナ1週間」として放送、後述）
  - オープニング直後に放送。『ちちんぷいぷい』をはじめ、放送日までに他の番組で担当した旅関連の取材・中継について、山中と八木が交互に裏話を披露した。
- 「VIVA!ハネムーン」（19時前後、2010年度のみ）
  - 今だから笑える新婚旅行での怒り・失敗・ハプニングにまつわるエピソードを、既婚のリスナーから募集。いずれも既婚の山中・八木が、「ハネムーンあるある」として紹介していた。さらに、『MBSたびぐみ×うたぐみ ゆく年くる年スペシャル』では、紹介したエピソードの中から「VIVA!ハネムーン大賞」を選んだ。
- 「タビマガH.I.S. とにかく安いベスト3」（19時台前半、前述）
- 今週のスペシャル（主に20時台前半に以下の企画を週替わりで編成、「ビッグムーン大月のクイズで旅する○○」を休止する週には代替企画扱いで放送）
  - 「解決!トラベルトラブル」
    - 「西靖の60日間世界一周」や『ちちんぷいぷい』の海外取材（いずれも前述）などに関わった女性のツアーコーディネーターがアドバイザーとして出演。リスナーから事前に寄せられた旅行中のトラブルについて、海外への豊富な渡航経験を基に解決法を紹介する。

  - 「ほっこり銭湯めぐり」
    - 日本に滞在する外国人に教えたくなる銭湯を紹介。

  - 「世界トンデモツアーズ」
    - 一般人には赴く機会がほとんどなさそうな秘境などの旅を紹介。世界の離島を訪ねてはカメラで撮影する男性など、その旅に詳しいゲストを招いたうえで、魅力やエピソードなどを聞く。

  - 「行ってきました 日帰り自慢」（2009年度には火曜日の19時台に放送、後述）
    - 山中・八木を含むMBSアナウンサー、MBSラジオのパーソナリティ、当番組のスタッフなどが、あらかじめ大阪（近郊）からの日帰り旅を敢行。その模様やルートを、スタジオで紹介した。2011年には、木曜日ではなく、金曜日の20時台前半に放送することがあった。

  - 2011年1月には、前年度の火曜日と同様に、八木が総合司会を務めるラジオウォークとの連動企画「ラジオウォークへの道」も放送した。
- 「山中真のインドへの道 シーズン3」（20時半前後、2009年度は「山中真の目指せ!インドへの道」としてシーズン2まで放送）
  - 当番組の放送期間中に、2度にわたって単身インドを訪問した山中メインのシリーズ企画。
  - 山中がインドでの滞在を始めた2011年1月13日の放送からは、コーナータイトルを「山中真のインド滞在記 シーズン3」に変更。当コーナーのみ、山中が滞在先から電話で出演していた。
  - 当番組の2010年度版を終えた直後の2011年4月3日（日曜日）には「MBSサンデースペシャル」、翌4日・同月25日・5月2日（いずれも月曜日）には「MBSマンデースペシャル」（いずれも20:00 - 21:00）で、山中・古川・河田の出演による「MBSたびぐみ番外編　山中真のインドから帰ってきましたスペシャル」を放送している[22]。
- 「八木早希のもっとチョアヨ!韓国」（20時台後半、2010年度のみ）
  - MBSラジオの番組や同局のポッドキャストコンテンツで長年にわたって続けてきた『チョアヨ!韓国』からの流れで、八木が現地取材・経験談などを交えながら韓国内のタウン情報を紹介していた。
  - 2010年11月以降は、毎月最終木曜日の19時台後半に、「ビッグムーン大月のクイズで旅する○○」の代替企画として八木の出題による3択クイズ「チョアヨ!韓国検定」を放送。男性パーソナリティのほか、木村が「タビマガH.I.S.」に続いて解答者として登場していた。

#### 金曜日
テーマ：やっぱニッポンはいいわ!
- 「金山泉の一緒に拝みませんか?」（前述）
- 「旅のもやもや ほにゃららください」（2009年度には毎週放送、2010年度には毎月最終金曜日に「ビッグムーン大月のクイズで旅する○○」の代替企画として放送）
  - リスナーが旅先で感じた怒りやモヤモヤをスッキリさせる趣旨で、お寺育ちの金山が、「合掌」の一言とともに仏具の鈴を鳴らすことが特徴[23]。最初に上泉がリスナーからのメッセージ紹介。その後で金山が鈴を鳴らす。鈴が鳴り終わるまでは、スタジオがしばし沈黙。最後に、金山がリスナーに対して、冷静な口調でアドバイスを送る。
  - 2009年度には、11月20日から毎週20時台前半に放送。コーナーの最後に、リスナーが旅先で経験した「ムラムラした出来事」を、"ダブル泉"（上泉・金山コンビの通称）が私情を交えながら紹介・合掌するやり取りが人気を博した。このため、2010年度も月1回（毎月最終週）のスペシャル企画扱いで継続。上泉が当企画のみ出演するほか、パーソナリティの古川も"ダブル泉"のフォロー役として同席するようになった。なお、金山が不在の場合には、古川が鈴を鳴らす。
  - 2009年度には、コーナータイトルを「旅のもやもや ほにゃららします」と呼ぶこともあった。また、2010年10月のみ、20時の時報明けに放送。同年12月の『MBSたびぐみ×うたぐみ ゆく年くる年』からは、本来のコーナーの趣旨に沿った「もやもやした出来事」と、投稿件数の多い「ムラムラした出来事」を2部構成で紹介していた。
- 「旅したくなるのはどっち? 島根vs新潟」（18時台後半、2010年度のみ）
  - 金山と古川によるリスナー参加型の対決コーナー。金山の故郷・新潟県と、古川の実家と先祖代々縁のある島根県をテーマに、両県の出身者・リスナーからの現地情報を交えながら旅行先としての魅力を競い合った。判定役は、新潟・島根両県に縁のない番組スタッフ。
- 「旅が楽しくなる検定 『旅検』」（19時台前半）
  - 金山・古川以外のMBSアナウンサーが、旅に関するテーマのうち、特に詳しい分野についてオリジナルの検定問題を作成。金山・古川に対して、生放送中に4択問題を10問出題した。ちなみに、出題役のアナウンサーは、金山・古川の解答後に、正解の発表と問題の解説も担当した。ただし、放送されない週もあった。
  - 2010年11月の第1週には、日本シリーズ中継の関係で3日（水曜日）・4日（木曜日）分の放送がなかったため、5日（金曜日）の放送で「ビッグムーン大月のクイズで旅する○○」（前述）を休止。その代替企画として、古川の夫・亀井の出題による「城検定」を放送した。古川と亀井が当番組で共演したのは、2009年度を含めてこの時が初めてである。
- ゲストコーナー（主に20時の時報明け）
  - 特定のテーマにこだわった旅を仕事・趣味にしている毎日放送の局員などが、スタジオや電話で出演。「旅のもやもや ほにゃららください」などを放送する週には、「旅が楽しくなる検定 『旅検』」を差し替える格好で、19時台の前半に繰り上げることもあった。
- 「たびぐみ福福ニュース」（19時台前半または20時台後半、2010年度のみ）
  - 「行けば（使えば・聴けば）福が訪れる」という日本各地のイベント・サービス・スポットに関するニュースを、金山が2 - 3本紹介した。
- 「古川圭子のジェットコースター大好き!」（20時台後半）
  - 絶叫マシンが好きな古川が、今までに乗ったジェットコースターの体験談を中心に、2009年度の放送では伝え切れなかった遊園地の魅力を語っていた。コーナーの最後に、実際に乗ったジェットコースターの魅力を、古川自ら10段階（放送上の単位は「（1 - 10）きゃ〜」）で評価する。
- 「古川圭子のそらバナ」（20時台後半、2009年度から放送）
  - フライトアテンダント志望で、かつて日本航空に勤務していた古川が、これまでの出演番組であまり話さなかったグランドスタッフ時代の体験談や、空の旅の魅力を語る。「古川圭子のジェットコースター大好き!」を優先した関係で、2010年度には当初放送を予定していなかったが、2011年2月から復活している。

### 2009年度
どの曜日でも、生放送中に電話をかけることが多かった。

#### 全曜日共通
- 「たびぐみ大賞」
  - 毎週1つのテーマ（「紅葉を愛でるならここでしょう」など）を設定したうえで、火曜日の放送で発表。そのテーマにまつわるメッセージを、各曜日で募集していた。
  - 金曜日には、すべての曜日に寄せられたメッセージの中から、上泉の独断でエンディングに「たびぐみ大賞」を決定[24]。該当するリスナー1名に、1万円相当の賞品を進呈する。なお、当日の19時台後半には、その週のテーマに詳しい編集者やカメラマンなどが電話で出演していた。
  - 番組開始当初は、火-木曜日の放送で、大賞に推薦できるメッセージをエンディングで「大賞候補」に選定。各曜日の候補と金曜日の放送中に寄せられたメッセージから、上泉が「週間たびぐみ大賞」を決めていた。
  - 放送週によっては、メッセージの募集期間を2週間に延長。2週目の金曜日に大賞を発表していた[25]。
- 「たびうた」（前述）[26]
- 「東京海上日動 presents 私たちのたからもの」（19:10 - 19:20頃）
  - NRN系列の企画ネットコーナーで、本編とCMを独自に制作[27]。「たびぐみアナウンサー」のうち、八木（火曜）・上田（水曜）・古川（木曜）・上泉（金曜）が日替わりでナレーション・告知・提供クレジット読みを担当した。ちなみに、金曜日以外の放送では、当コーナーのみ事前に収録していた。
  - リスナーからの情報などを基に、関西地方を旅した際にぜひ見ておきたい職人芸や、後世に残しておきたい風景（たからもの）を、関係者へのインタビュー音源を交えながら紹介していた。
  - テーマによっては、日替わりで担当するアナウンサーが、インタビュアーを兼ねることがあった。また、金曜日には、生放送中に上泉・金山が電話でインタビューを実施していた。

#### 火曜日
テーマ：みんなで旅に出よう!
- 「たびバナ1週間」
  - 開始当初は、『バンバンバン』の中継でお世話になった人々や、関西以外の地方に住む親族などにアポなしで電話することもあった。
- 「おもしろ旅企画 ヒラタ屋」
  - 日本旅行の社内に結成された同名のプロジェクトチームとのタイアップ企画として、2009年11月10日から18時台の後半に放送。リーダーの平田進也をはじめ、プロジェクトのメンバーが、毎回スタジオや電話で出演[28]。笑いや添乗員ならではのエピソードを交えながら、同支店お勧めの旅行プランを紹介していた。
- 「今週のたびぐみニュース」
  - 2009年11月10日から「わたしたちのたからもの」の直後に放送。放送日までの1週間に報じられたニュースから、特色のある旅行プラン、関西以外の地方で人気のイベント、今後の旅行に役立ちそうなトピックスを山中が伝えた。トピックによっては、スタジオから関係者に電話をつなぐこともあった。
- 「行ってきました 日帰り自慢」
  - 火曜日のメインコーナーで、当初のタイトルは「日帰り道場」。山中・八木を含むMBSアナウンサーやMBSラジオのパーソナリティ1名が、あらかじめ大阪（近郊）からの日帰り旅を敢行。その模様やルートを、スタジオで紹介した。他曜日の「たびぐみアナウンサー」や、関西で刊行される情報誌の編集者が登場することもあった[29]。
- 「山中真の目指せ!インドへの道」（前述）
  - 山中の持ち込み企画。まだ訪れたことのないインドへの旅を実現させるべく、関西にいるインド関係者や関西で味わえるインド料理などを紹介。在日インド大使館・在大阪インド総領事館からの紹介で、過去に同国を旅した日本人が、電話やスタジオで現地の経験談を語ることも多かった。
  - 山中は、当コーナーをきっかけに、2009年12月第3週末から単身でインドを初訪問。コルカタ・ヴァラナシ・ニューデリーを、5日がかりで回った。帰国4日後（2009年12月29日）の放送からは、「行ってきました 日帰り自慢」を休止する代わりに、3週にわたって現地での一部始終を報告。さらに、当番組の小林プロデューサーからの勧めで、2010年3月の第2週にインドを再訪問。帰国直後の同月16日と、火曜日の最終放送（同月23日）において、当コーナーでその模様を伝えた。
- 「八木早希の教えて!トラッカー」
  - 仕事柄日本各地を移動するトラックの運転手（トラッカー）が、毎回1名電話で出演。八木とのやり取りを通じて、お勧めの行楽スポットや、運転中に見付けた名店などを紹介していた。関西以外の地方に在住のトラッカーや、女性のトラッカーが出演することもあった。
  - 2010年1月からは、八木が第29回『毎日カルチャースペシャル ラジオウォーク』（MBSラジオ、同年2月11日放送）の総合司会を担当する関係で、当コーナーの放送を事実上終了。その代わりに、同番組に関連する企画を放送している。
- 「勝手にフェリーファンクラブ」
  - 2010年3月2日の放送から、「教えて!トラッカー」の後継企画として開始。日本全国で航路の廃止・縮小が相次ぐフェリーの旅をテーマに、リスナーから思い出話を募集。八木が放送中に読み上げた。
  - コーナーの後半には、フェリーに関するお得な情報を八木が紹介。メッセージを読まれたリスナーには、八木が読んだ順に、コーナー独自の「ファンクラブナンバー」が割り当てられた。

#### 水曜日
テーマ：水曜は鉄どうでしょう!
- 「週間鉄道ニュース」（前述）
  - 馬野がスタジオに出演しない場合には、「週間旅ニュース」として、鉄道に限らず関西地方の行楽情報を紹介していた。
- 「日本縦断!旅スポ!」
  - 19時前後に放送。スポーツアナウンサーとして日本各地へ赴くことが多い馬野が、スポーツ界御用達のスポットを紹介する。馬野と親交のあるスポーツアナウンサーや、スポーツ関係者が電話で出演することもあった[30]。
  - 馬野がスポーツ中継や取材でスタジオに出演できない場合には、滞在先からこのコーナーにのみ電話で出演。仙田・上田を相手に、現地の鉄道事情などを伝えた。
- 「馬野雅行の『鉄どうやねん』」
  - 鉄道関連の週替わり企画。鉄道（の旅）に関するリスナーからのメッセージを交えながら、鉄道ファン・馬野ならではのトークを展開した。上田が鉄道関連の取材を報告する場合には、コーナータイトルを「上田悦子の『鉄どうやねん』」に変えていた。
  - 仙田が馬野の代役で水曜日に出演する場合には、2010年度の「涙の名馬物語」（前述）と同じ趣向で、「仙田和吉の『馬どうやねん』」として放送した。
- 「悦子の1日1弁」（前述）
  - 日本各地の駅で売られている評判の駅弁を、上田が毎回1種類紹介。馬野がスタジオで試食した。20時の時報前後に放送されるため、時報をまたいでから試食することが多かった。20時で当コーナーを終えた場合には、馬野の希望で、時報明けに『あずさ2号』（狩人）のサビが流れた。
  - 馬野がスタジオへ出演しない場合には、仙田が試食役を担当。放送週によっては、駅弁や食材にまつわる万葉集の一句や自作の川柳を、上田が紹介することがあった。
- 「馬野の『鉄学』」（前述）
  - 「悦子を鉄子に」をテーマに、20時台の前半に放送。仙田が馬野の代役で出演した場合には、「仙田の『馬学』」として、競馬に関する専門知識やエピソードを熱く紹介した。

2009年12月9日から、水曜日のオープニングでは、馬野が鉄道の車内放送風に当日の放送内容・放送予定時刻を紹介。この演出は、2010年度の水曜日の放送にも継承。また、「1日1弁」の放送時間を繰り上げながらも、20時の時報明けには引き続き『あずさ2号』のサビを流している。

#### 木曜日
テーマ：『旅の情報誌』一冊まるごとクイズ!
- 「クイズで旅する○○」（○○には出題対象の行楽地の名前が入る）
  - 木曜日のメインコーナー。リスナーが電話で参加するクイズで、放送中に2 - 3回実施。放送当日の20時まで挑戦者を募集していた。ちなみに大月は、「ビッグムーン大月」に扮している間、（年上で上司でもあった）出題役の古川を放送上「圭子ちゃん」と呼んでいた。
- 「大月勇のたびメシ」
  - 旅の最大の目的を「未知なる美味との遭遇」と言う大月が、旅先で出会ったおいしい料理（たびメシ）について、毎回1品ずつ特徴や魅力を語る。リスナーお勧めの"たびメシ"を紹介することもあった。
- 「古川圭子のそらバナ」（前述）
  - 番組開始当初から毎週放送。20年ほど前の航空会社事情や空港の裏話を披露するため、毎回航空ファンから多くの反響が寄せられた。
  - 放送週によっては、実務経験者の立場から、飛行機や空港をテーマにした映画（『ハッピーフライト』など）について熱弁を振るうことがあった。2010年2月18日の放送からは、「私の好きな空港」というテーマで、リスナーからのメッセージを紹介していた。

#### 金曜日
テーマ：そのお題ならここでしょう! 週間たびぐみ大賞!
- 「今週のすごたび」
  - 阪急交通社とのタイアップ企画として、19時前後に放送。同社の社員を毎回1名スタジオに迎えたうえで、お勧めの旅行プランを紹介した。
- 「タビマガ!エイチ・アイ・エス!」（1月 - 3月）
  - エイチ・アイ・エスとのタイアップ企画として、20時前後に放送。タビマガコミュニケーター・木村三恵がお勧めの旅行プランを紹介した。
- 「たびぐみ 週末とっておき情報」
  - 関西地方の行楽地で週末に開催予定のイベント情報を伝えるコーナーで、19時と20時の時報前後に1回ずつ放送（1回3 - 4回）。事前に収録された内容（前田阿希子などが担当）を流す場合と、金山が生放送中に伝える場合があった。
- 「旅のもやもや ほにゃららください」（前述）
  - 当コーナーでは、紹介したメッセージの内容に応じた色の特製ステッカーを、リスナーに進呈。なお、金曜日の最終放送（2010年3月19日）では、当コーナーからの派生企画として、「旅のもやもや・いらいら・むらむら」というテーマで「たびぐみ大賞」を募集・決定した。
  - 金山がスタジオに出演できない場合には、代役のアナウンサーが、金山の役どころを継承。「合掌」と言った後に、自分なりのアドバイスを披露した。
- 「金山泉のお寺探訪 拝みます」
  - 金山ならではの収録取材コーナー。好きな寺院を毎回1ヶ所訪れたうえで、その寺院のたたずまいや仏像の魅力などを、スポーツアナウンサーとしての描写力を駆使しながら穏やかに表現。「拝みます!」のひと声とともに手を合わせた直後まで放送した。
  - 2010年1月15日からは、『ちちんぷいぷい』金曜日の「週末ウォーカー」（前述）でも、月に1回のペースで当コーナーをテレビ向けに再構成した企画を放送。同コーナーで放送される場合には、金山が当番組との掛け持ちでスタジオに出演していた。

### 不定期放送
- 「わたしたちのいちばん」
  - 生放送か事前収録によるゲストコーナー。放送日の「たびぐみアナウンサー」によるインタビュー形式で、放送週の「たびぐみ大賞」のテーマにちなんだ旅の経験談を披露した。コーナー名を付けずに放送する場合もあった。
  - 過去には、三倉茉奈・佳奈、鈴井貴之（以上火曜日）、鈴木杏、高畑充希（以上金曜日）が出演した。

## スペシャルゲスト
- 2009年12月以降、MBSラジオが聴取率調査週間に設定している「スペシャルウィーク」の期間中には、パーソナリティと縁の深い人物がスペシャルゲストとして全編に登場する日がある。
  - 2009年12月17日の放送と、2009年シーズンの最終放送（2010年3月25日、いずれも木曜日）には、大月と公私ともに親交の深い原田伸郎が出演した。
  - 2010年12月15日（水曜日）の放送では、中川家（剛・礼二）が番組開始から「ビッグムーン大月のクイズで旅する○○」まで出演。鉄道ファンとして有名な礼二は、同曜日名物のオープニングの冒頭で、十八番の一つである「車掌のアナウンス芸」を披露した。
  - 2010年12月16日（木曜日）の放送では、海外旅行の経験が豊富な鶴田真由が、20時台にゲストとして登場。（海外研修の名目で）インドへの出発を控える山中を相手に、同国での体験談などを語った。鶴田が在阪局制作・関西ローカルのラジオ番組に出演するのは、異例のことである。
  - 2011年12月16日（金曜日）の放送では、「金曜は鉄どうでしょう」にちなんで、鉄道ファンの哲夫（笑い飯）が20時台にゲストで出演。哲夫の好きなパンタグラフなどをテーマに、馬野と鉄道談義を繰り広げた。また、金曜版では2011年の最終放送になった翌週（12月23日）には、ホリプロマネージャーの南田が初めてゲストで出演した。
- 放送日によっては、「スペシャルウィーク」以外の期間にも、一部のコーナーで異色のゲストを招くことがある。
  - 2010年1月20日（水曜日）には、前枠番組『ノムラでノムラだ♪ EXトラ!』の阪神タイガース情報コーナー「野村啓司の"愛"・オブ・ザ・タイガー」へ出演していた甲子園駅（阪神電気鉄道本線）の駅長が、当番組のオープニングにもスペシャルゲストとして登場。およそ7分にわたって、馬野と鉄道談義を繰り広げた。現役の鉄道関係者が当番組のスタジオに出演したのは、これが初めてである。また、同年3月17日（水曜日）の放送では、同本線尼崎駅の駅長がゲストで登場した。ちなみに、馬野が引き続きパーソナリティを務める2010年度水曜日の放送では、鉄道関係者が『鉄っていいとも!』（前述）に電話で随時出演する。
  - 2010年12月8日（水曜日）には、「プロ野球界きっての鉄道ファン」という木佐貫洋（オリックス・バファローズ投手）が、オープニングから「ビッグムーン大月のクイズで旅する○○」の直前までゲストで出演。「現役のプロ野球選手（木佐貫）とスポーツアナウンサー（馬野）」という顔合わせにもかかわらず、双方の意向で、放送中は鉄道の話題に終始した。
  - 2010年12月10日から、金曜日20時台の特集コーナーには、当番組が始まるまで『ノムラでノムラだ!EXトラ』月曜日で古川と共演していた桂南光が登場。過去の旅で経験してきたことをテーマに、かねてから「大ファン」と称している古川と2人だけの特別企画「南光・古川の旅に行こう」を、事前収録形式で放送している。
  - 2010年度の最終放送（2011年3月24日）は、毎日放送アナウンサーとしての八木の最後の出演と重なっていたことから、八木・山中と同期で入局した小野陶子（2006年11月までアナウンサーとして勤務）がサプライズゲストとして電話で出演。2012年1月13日（金曜日）の「乗ってきました　路面電車」で熊本市電を取り上げた際には、家庭の事情で熊本市に移り住んでいたことから、電話リポーターとして当番組へ再び登場した。

## 関連番組

### 『たびぐみプラス』（2010年度）
前述の平日版とは異なり、西による60日間世界一周の体験談で全編を構成している。
- 「西靖の言い訳、または反論」（番組後半）
  - 当番組で『西靖の60日間世界一周　旅の軌跡』（ぴあ、関西地区を中心に2010年10月から発売のムック）の発売を告知した際に、同書に掲載された「スタッフは見た!」（同行スタッフによる旅行中の西の人物評）に対して、西自身が「納得していない」「事実と違う」と発言したことから生まれたコーナー。スタッフの証言に対する西の反論を通じて、世界一周旅行の舞台裏が分かる趣向になっていた。

### 『2013新春たびぐみ　初夢スペシャル!』
2012年度のレギュラー放送終了から約9ヶ月後に、生放送のスペシャル番組として復活。古川・金山・大月をパーソナリティとして、馬野・山中・大吉・木村・沢田がレギュラー放送から続いて出演したほか、以下の企画を放送した。
- 「たびうた」（前述）
- 「馬野雅行の正月も鉄どうでしょう!　鉄10大ニュース」（馬野による「鉄どうでしょう!」シリーズのスペシャル版で、当企画のみ南田と久野知美がゲストで出演）
- 「美味しい温泉宿宿泊券が当たるビッグムーンクイズ」（「ビッグムーン大月のクイズで旅する○○」のスペシャル版）
- 「日本一のおんせん県＝大分めでたい大吉生中継」（大吉による別府八湯からの生中継）
- 「初詣にぜひお薦め!B級グルメたべまくり旅」（「かつよしこのB級グルメたべまくり旅」のスペシャル版）

MBSラジオでは、2012年12月29日（土曜日）の22:00 - 22:30に、当番組のPRを兼ねた特別番組として古川と大月による『もうすぐたびぐみ!あなたはどれ選ぶ?新春おいしい温泉宿』を放送。同番組では、両者が担当する「美味しい温泉宿宿泊券が当たるビッグムーンクイズ」の出場者などを募集していた。

## 関連番組
- あどりぶランド（毎日放送テレビでかつて放送されていた同局アナウンサー総出演の深夜番組）
- MBSどっと!アナ（毎日放送ラジオの2007年度ナイターオフ番組のうち、同局のアナウンサーがパーソナリティを担当する番組に付けられたレーベル。上泉・山中・大月がパーソナリティを務める番組が放送された）
- 大人のわがまま（毎日放送ラジオで2008年4月から1年間放送された深夜番組。一部の曜日で、同局の現役・元アナウンサーがパーソナリティを務める『どっと!アナ・マスターズ』を放送）
- MBSうたぐみ Smile×Songs（MBSラジオで2009年4月から放送中の音楽番組。当番組と同じく、同局のアナウンサーが日替わりでパーソナリティを務める。前田が火曜日を担当）
- 情報どっか〜んライブ!ホームランラジオ（前述、2010年度に当番組のパーソナリティ代理を務めた河田が火曜日、井上が水曜日のパーソナリティを担当）
- 亀山つとむのかめ友 Sports Man Day（2013年12月30日放送の特別番組『かめ友　大Sports Man day　年末スペシャル!」』において、馬野・木佐貫・伊東浩司が出演するパートで「鉄道の輪 鉄っていいとも!」を復活）

| 毎日放送ラジオ（MBSラジオ） ナイターオフ 火18:30-21:00 | 毎日放送ラジオ（MBSラジオ） ナイターオフ 火18:30-21:00 | 毎日放送ラジオ（MBSラジオ） ナイターオフ 火18:30-21:00                                           |
| 前番組                                                 | 番組名                                                 | 次番組                                                                                           |
| ------------------------------------------------------ | ------------------------------------------------------ | ------------------------------------------------------------------------------------------------ |
| （2008年度） 上泉雄一のFANFANレディオ                  | （2009年度） MBSたびぐみ とっておき旅ラジオ            | （2010年度） MBS開局60周年アワー 音楽の時間ですょ 目指せ1179曲てアンタ!?                         |
| ナイターオフ 水・木18:30-21:00                         |                                                        |                                                                                                  |
| （2008年度） 上泉雄一のFANFANレディオ                  | （2009 - 2010年度） MBSたびぐみ とっておき旅ラジオ     | （2011年度） 情報どっか〜んライブ!ホームランラジオ                                               |
| ナイターオフ 金18:30-21:00                             |                                                        |                                                                                                  |
| （2008年度） 上泉雄一のFANFANレディオ                  | （2009 - 2011年度） MBSたびぐみ とっておき旅ラジオ     | （2012年度） With…夜はラジオと決めてます                                                         |
| ナイターオフ 土18:30-21:00                             |                                                        |                                                                                                  |
| （2010年度） 茶屋町MBS劇場                             | （2011年度） MBSたびぐみ とっておき旅ラジオ            | （2012年度） 特別番組→ラジオ30'sボクノタカラモノ（17:59 - 19:00） 茶屋町MBS劇場（19:00 - 21:00） |